# Nakasato
Nakasato (中里村, Nakasato-mura) fue una antigua localidad del distrito de Nakauonuma, Prefectura de Niigata, Japón hasta que el 1 de abril de 2005, junto con las localidades del distrito de Higashikubiki: Matsudai y Matsunoyama y la localidad de Kawanishi, del distrito de Nakauonuma, se fusionaron en la ciudad de Tōkamachi. Ahora, esta área se encuentra en la zona sur de Tōkamachi.
En 2003, la localidad tenía una población estimada de 6171 habitantes en un área de 128.97 km², lo que da una densidad de 47,85 personas por km². 
El área de Nakasato produce gran cantidad de arroz, flores y verduras. El desfiladero de Kiyotsu, ubicada a lo largo del río Kiyotsu, es una de las tres gargantas principales de Japón y Monumento Nacional de Belleza Escénica. El Parque Nanatsu-gama en el curso del río Kama también es Monumento Nacional de Belleza Escénica. Anualmente, durante el mes de marzo se celebra el 'Carnaval del Campo de Nieve de Nakasato' donde se llegan a encender hasta 20000 velas y los esquiadores forman una procesión portando antorchas.